# Vắc-xin 5 trong 1
Vắc-xin 5 trong 1 là năm loại vắc-xin riêng biệt được kết hợp trong 1 nhằm chủ động bảo vệ trẻ sơ sinh khỏi 5 bệnh có khả năng gây tử vong: Haemophilus Influenza type B (1 vi khuẩn gây bệnh viêm màng não, viêm phổi và viêm tai), ho gà, uốn ván, viêm gan siêu vi B và bạch hầu.
Giá bán của vắc-xin 5 trong 1 khoảng 15.40 USD.

## Phân loại
Các loại vắc-xin 5 trong 1 bao gồm  ComBE Five,  Pentavac PFS, Easyfive, Pentaxim (DTaP), shan-5, and Quinvaxem (DTwP).

### Pentavac PFS
Pentavac PFS là loại vắc-xin 5 trong 1 sản xuất ở Ấn Độ bởi Viện nghiên cứu huyết thanh Ấn Độ ở Pune và là loại vắc-xin 5 trong 1 có giá thấp nhất ở Ấn Độ.

### Easyfive TT
Sản xuất bởi Panacea Biotec, Easyfive đã bị loại khỏi danh sách các vắc-xin được tiền chấp nhận và tiền thẩm định của WHO vào giữa năm 2011. Sau đó, vào tháng 9/2013, WHO chấp nhận lại Easyfive sau kết quả của cuộc tái đánh giá vắc-xin.

### Shan-5
Shan-5 là loại vắc-xin hiệu quả chống lại bệnh bạch hầu, uốn ván, ho gà, viêm gan B và HIB; sản xuất bởi Shantha Biotech (công ty của Sanofi). Shan-5 được WHO chấp nhận vào năm 2014.

### ComBE Five
CombeFive là loại  vắc-xin 5 trong 1 sản xuất ở Ấn Độ bởi công ty Biological E và là loại vắc-xin 5 trong 1 có giá thấp nhất của Ấn Độ được WHO chắp nhận.

### Quinvaxem
Vào tháng 3/2006, Cục thực phẩm và dược phẩm Hàn Quốc (KFDA) cho phép bán và phân phối Quinvaxem. Vắc-xin này được phát triển và sản xuất bởi Crucell ở Hàn Quốc và đồng sản xuất bởi Chiron Corporation (công ty này được Novartis International AG mua lại ngày 20/04/2006).
Loại vắc-xin 5 trong 1 phổ biến nhất này đã được tiêm chủng cho 400 trẻ em vào năm 2013. Điều này có được sau khi Crucell nhận hợp đồng trị giá 110 triệu USD (năm 2010) từ UNICEF để phân phối vắc-xin miễn phí đến các quốc gia đang phát triển.

## Tác dụng phụ
- Rối loạn Hệ tiêu hóa: Thường xảy ra: Tiêu chảy, nôn.[14]
- Các tác dụng phụ khác: Thường xuyên xảy ra: Đau tại khu vực bị tiêm, sưng, sốt.[15]
- Thường xảy ra: Tấy đỏ tại khu vực bị tiêm.
- Rối loạn trao đổi chất: Thường xuyên xảy ra: rối loạn ăn uống.
- Rối loạn Hệ thần kinh: Thường xuyên xảy ra: mất ngủ.
- Rối loạn tâm thần: Thường xuyên xảy ra: dễ cáu kỉnh. Thường xảy ra: khóc.

## Tranh luận

### Việt Nam
Việt Nam đã sử dụng 4.5 triệu liều Quinvaxem cho 1.5 triệu trẻ em mỗi năm.
Từ tháng 11/2013, khoảng 1,500 trẻ em ở Đà Lạt được tiêm Quinvaxem. Từ khi được sử dụng vào năm 2007, ít nhất 63 trẻ đã tử vong sau khi tiêm. Vắc-xin bị Bộ Y tế đình chỉ vào tháng 5/2013 sau khi 9 trẻ tử vong sau khi tiêm. Tuy nhiên, các điều tra cho thấy vắc-xin vẫn an toàn. Quinvaxem được sử dụng lại trong chương trình Tiêm chủng mở rộng từ tháng 10/2013, 5 tháng sau khi bị đình chỉ.
Sau vụ việc ở Việt Nam, một tuyên bố của WHO và UNICEF đã xác nhận tính an toàn của Quinvaxem và công nhận cho vắc-xin này được tiếp tục sử dụng. Sau khi điều tra kỹ, các trường hợp tử vong ở Việt Nam là do các vấn đề sức khỏe xảy ra trùng hợp chứ không liên quan đến Quinvaxem, một số trường hợp chưa đủ thông tin để kết luận. Sau đó, WHO đã ban hành một trang hỏi đáp online cho Quinvaxem.
Các trường hợp ghi nhận ở Việt Nam, Sri Lanka, Bhutan và Ấn Độ gây ra hoang mang lan rộng đến các quốc gia đang phát triển về việc sử dụng vắc-xin. Đáp lại vấn dề này, Viện Hàn lâm Y học Ấn Độ đã đưa ra một bản tuyên bố ủng hộ Quinvaxem và các loại vắc-xin 5 trong 1 nhằm kiềm chế các thông tin được cho là có ác tâm được lan truyền bởi những người chỉ trích vắc-xin ở Ấn Độ.